# فيروسات الطحالب حقيقية النواة
فيروسات الطحالب حقيقية النواة (بالإنجليزية: Phycodnaviridae)‏ عائلة من الفيروسات (160 اٍلى 560 ألف زوج من القواعد ) وهي من الفيروسات ثنائية سلسلة الدنا. تصيب أفراد هذه العائلة الطحالب حقيقية النواة البحرية وتلك الخاصة بالمياه العذبة. لها شكل عشروني الوجوه، غشاء شحمي داخلي متطبق، كليا أو جزئيا، في هيولى الخلايا المضيفة.

## وصلات خارجية
- نطاق فيروسي فيروسات الطحالب حقيقية النواة